# Elizabeth Cervantes
Elizabeth Cervantes (ur. 8 lipca 1981 r. w Meksyku) – meksykańska aktorka filmowa i telewizyjna.

## Filmografia
Aktorstwo
- 2007:      Borderland  jako Anna
- 2006:      Más que a nada en el mundo jako Emilia
- 2006:      Marina jako Sara
- 2004-2005: Wieczny płomień miłości (Gitanas) jako Eréndira
- 2003:      Alma herida, El jako Berta
- 2002-2003: Duda, La jako Valentina
- 2002:      Volverás jako Marta
- 2001:      Amores querer con alevosía jako Matilde Morales